# زنبور بی‌عسل اروپایی
زنبور بی‌عسل اروپایی (نام علمی: Vespula germanica) نام یک گونه از سرده زنبور زرد است.